# Kreuz auf dem ehemaligen Friedhof Saint-Projet

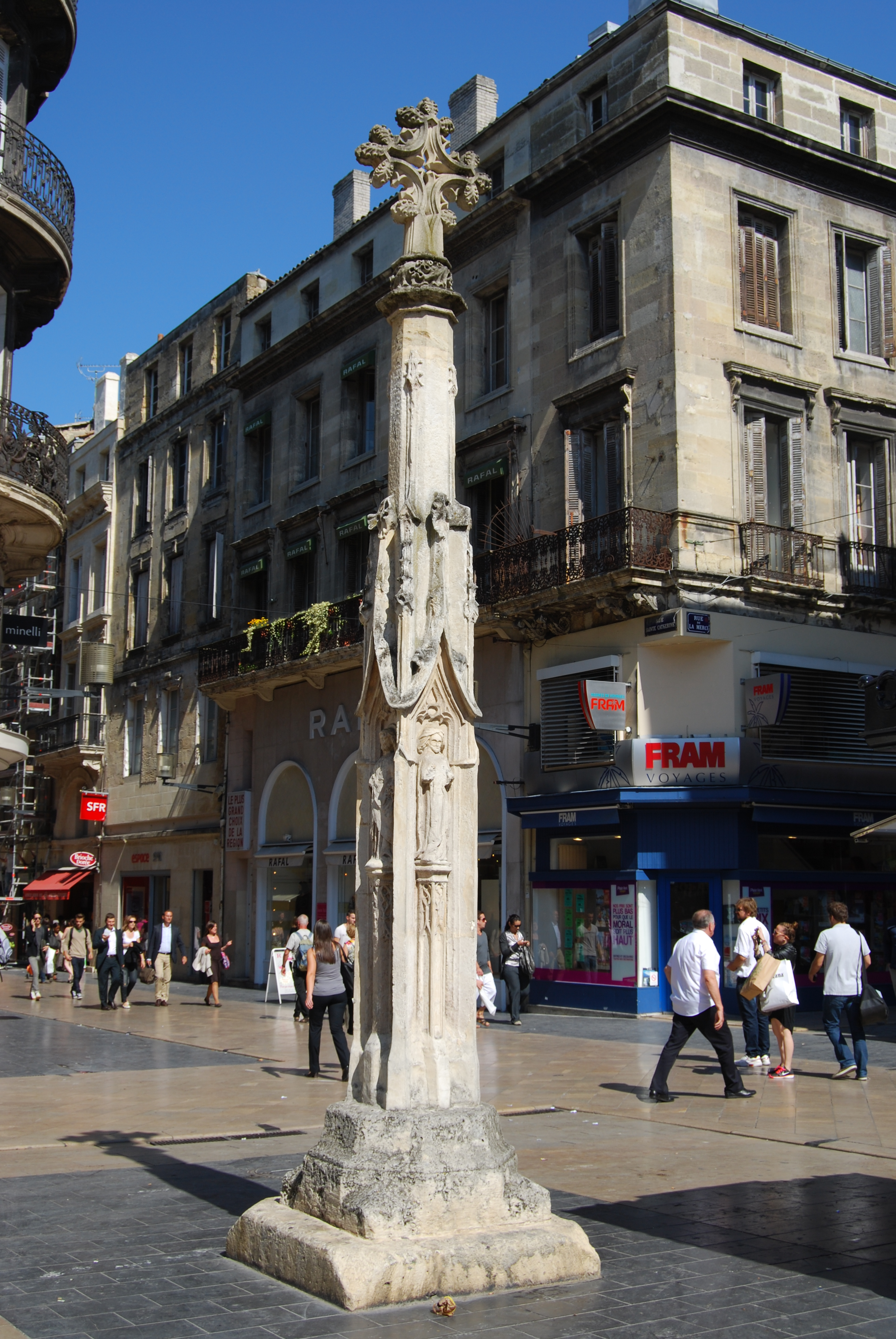
Kreuz auf dem ehemaligen Friedhof Saint-Projet in Bordeaux

Das  Kreuz auf dem ehemaligen Friedhof Saint-Projet in Bordeaux, einer französischen Stadt im Département Gironde in der Region Nouvelle-Aquitaine, wurde im 15. Jahrhundert errichtet. Im Jahr 1926 wurde das Kreuz als Monument historique in die Liste der Baudenkmäler in Frankreich aufgenommen.
Nur der gotische Schaft, auf dem das Kreuz steht, ist original erhalten. Das Kreuz selbst wurde Anfang des 20. Jahrhunderts erneuert. 
Auf den vier Seiten des Schaftes werden, gerahmt von gotischen Architekturelementen, vier Heilige dargestellt.